# Deutsch Evern
Deutsch Evern is een gemeente in de Duitse deelstaat Nedersaksen. De gemeente maakt deel uit van de samtgemeinde Ilmenau in het Landkreis Lüneburg. Deutsch Evern telt 3.734 inwoners.

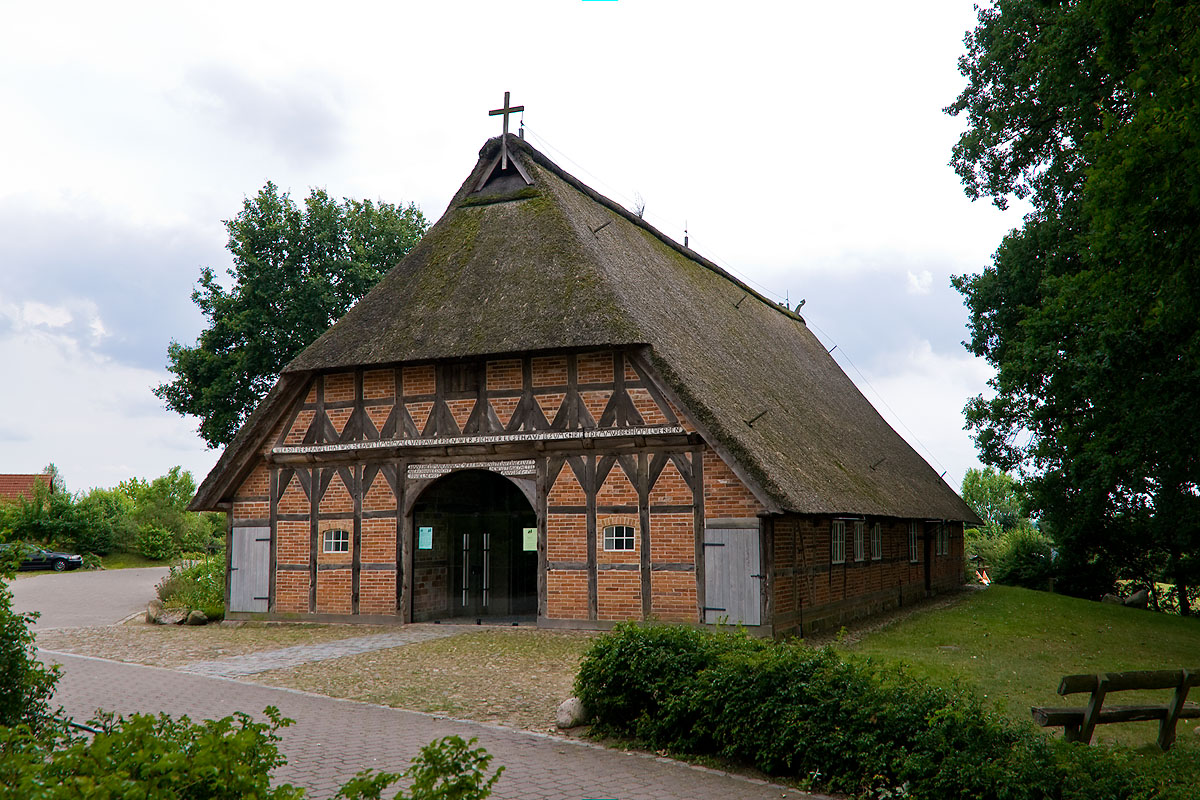
Sint-Martinuskerk

Het meest opvallende gebouw in het dorp is de evangelisch-lutherse St. Martinuskerk. In het centrum van het dorp werd in 1988 een 17e-eeuwse vakwerkboerderij gedemonteerd en op de huidige locatie weer in elkaar gezet. De boerderij werd daarbij meteen omgevormd tot kerkgebouw. Binnen bevindt zich een 17e-eeuws doopvont.
Aan weerszijden van de rivier Ilmenau lagen in de middeleeuwen een nederzetting van Duitstalige en één van Sorbischtalige mensen. Zie ook Wendisch Evern.  De naam Evern gaat waarschijnlijk op een persoonsnaam met de betekenis: ever terug.
- Gemeinsame Normdatei: 4535984-2
- Virtual International Authority File: 238119014
- WorldCat: E39PCjCXfmkgwt8BdkM9RmPMCP

Adendorf · 
Amelinghausen · 
Amt Neuhaus · 
Artlenburg · 
Bardowick · 
Barendorf · 
Barnstedt · 
Barum · 
Betzendorf · 
Bleckede · 
Boitze · 
Brietlingen · 
Dahlem · 
Dahlenburg · 
Deutsch Evern · 
Echem · 
Embsen · 
Handorf · 
Hittbergen · 
Hohnstorf (Elbe) · 
Kirchgellersen · 
Lüdersburg · 
Lüneburg · 
Mechtersen · 
Melbeck · 
Nahrendorf · 
Neetze · 
Oldendorf (Luhe) · 
Radbruch · 
Rehlingen · 
Reinstorf · 
Reppenstedt · 
Rullstorf · 
Scharnebeck · 
Soderstorf · 
Südergellersen · 
Thomasburg · 
Tosterglope · 
Vastorf · 
Vögelsen · 
Wendisch Evern · 
Westergellersen · 
Wittorf